# Periya Puranam
El Periya Puranam, en  tamil: பெரிய புராணம் ), es decir, el «gran purana o epopeya», a veces llamado Tiruttontarpuranam, Tiru-Thondar-Puranam, el «Purana de los Santos Devotos», es un relato poético  tamil que representa la vida de los sesenta y tres Nayanars, los poetas canónicos del  Shaivismo tamil. Fue compilado durante el siglo XII por Sekkizhar, santo y contemporáneo de Kulottunga Chola II. Proporciona evidencias de la existencia de comercio con Asia Occidental. El Periya Puranam es parte del corpus de las obras canónicas de Shaiva.
Sekkizhar compiló y escribió el Periya Puranam o el «Gran Purana», las historias de vida de los sesenta y tres Shaiva Nayanars, poetas del Dios Shiva,  que compusieron los poemas litúrgicos del Tirumurai, y que más tarde fue canonizado y la obra pasó a formar parte del canon sagrado. Entre todos los puranas hagiográficos en tamil, el Tiruttondar Puranam o Periyapuranam de Sekkizhar, compuesto durante el gobierno de Kulottunga Chola II (1133-1150) es el primero.

## Antecedentes
Sekkizhar fue poeta y primer ministro en la corte del rey Chola, Kulothunga Chola II. Kulottunga Chola II, rey Anabaya Chola, fue un devoto incondicional del Señor Siva Natraja en Chidambaram. Continuó la reconstrucción del centro del saivismo tamil que iniciaron sus antepasados. Sin embargo, Kulottunga II también quedó encantado con la epopeya cortesana de  Jain, Jivaka Cintamani, una epopeya del sabor erótico, sringara rasa, cuyo héroe, Jivaka, combina lo heroico y lo erótico para casarse con ocho damiselas y conquistar un reino. Al final se da cuenta de la transitoriedad de las posesiones, renuncia a su realeza y finalmente alcanza el  Nirvana por medio de una austeridad prolongada o tapas.
Para destetar a Kulottunga Chola II del hereje Jivaka Cintamani, Sekkizhar emprendió la tarea de escribir el Periyapuranam.

## Periyapuranam
El estudio de Jivaka Cintamani por Kulottunga Chola II, afectó profundamente a Sekkizhar, que era de naturaleza muy religiosa. Exhortó al rey a que abandonara la búsqueda de literatura erótica impía y se dedicara en cambio a la vida de los santos Saivá celebrados por Sundaramurti Nayanar y Nambiyandar Nambi. El rey invitó a Sekkizhar a exponer las vidas de los santos de Saiva en un gran poema. Como ministro del estado, Sekkizhar tuvo acceso a la vida de los santos y después de recoger los datos, escribió el poema en el «Salón de los Mil Pilares» del templo de Chidambaram, ciudad en el valle del río Kollidam,  uno de los brazos en que se divide el río Kaveri, uno de los grandes ríos de la India. La leyenda dice que el Señor mismo proporcionó a Sekkizhar los primeros pies del primer verso como una voz divina desde el cielo que declaraba உலகெலாம், en ulakelam: «Todo el mundo».
Esta obra es considerada la iniciativa más importante del reinado de Kulottunga Chola II. Aunque es solo un embellecimiento literario de las hagiografías anteriores de los santos Saiva compuestas por Sundarar y Nambiyandar Nambi, llegó a ser visto como el epítome de los altos estándares de la cultura Chola, debido al más alto orden del estilo literario. El Periyapuranam es considerado como un «quinto Veda», es decir, un texto que se encuentra fuera de los «cuatro Vedas» canónicos  en tamil, e inmediatamente tomó su lugar como el duodécimo y último libro en el canon de Saiva. Es considerada una de las obras maestras de la literatura tamil y conmemora dignamente la Edad de Oro de los Cholas.

## Importancia
Todos los santos mencionados en este poema épico son personas históricas y no míticas. Por lo tanto, esta es una historia registrada de los 63 santos de Saiva llamados como Nayanmars —devotos del Señor Siva—, que alcanzan la salvación por su devoción inquebrantable a Siva. Los Nayanmars de los que habla pertenecían a castas diferentes, ocupaciones diferentes y vivían en épocas diferentes.